# Phyllochaetopterus bhaudi
Phyllochaetopterus bhaudi är en ringmaskart som beskrevs av Jirkov 200. Phyllochaetopterus bhaudi ingår i släktet Phyllochaetopterus och familjen Chaetopteridae. Inga underarter finns listade i Catalogue of Life.